# 博拉勒阿勒山
13°43′30″N 40°35′51″E / 13.72500°N 40.59750°E
博拉勒阿勒山是埃塞俄比亞的火山，位於該國東北部阿法爾州，屬於埃爾塔阿勒山脈的一部分，是一座複式火山，海拔高度668米，火山口寬0.3公里。